# Leo Arons
Martin Leo Arons (født 15. februar 1860 i Berlin, død 10. oktober 1919 samme sted) var fysiker og socialdemokratisk politisk. Han kom til at lægge navn til Lex Arons som udelukkede ansættelse ved et preussisk universitet, samtidig med medlemskab af det tyske socialdemokrati SPD.

## Liv og virke
Leo Arons stemmede fra en velhavende jødisk bankierfamilie i Berlin. Hans forældre var Albert Arons (1826–1897), som var deltager i den ansete private bank Gebrüder Arons, og Clara Goldschmidt (1837–1867). I 1887 giftede Leo Arons sig med Johanna Bleichröder (1861–1938), en datter af bankieren Julius Bleichröder (1828–1907). Hans bror, bankieren Paul Arons (1861–1932) giftede sig nogle år senere med hendes søster Gertrud Bleichröder (1865–1917).
Efter studentereksamen studerede Leo Arons kemi og fysik. Som videnskabsmand beskæftigede han sig med eksperimental fysik. Desuden udviklede han en kviksølvlampe (også kaldet Aronssche Röhre), som senere blev markedsført af AEG under betegnelsen "Dr. Arons-Quecksilberdampflampe". I 1890 blev han privatdocent ved Friedrich-Wilhelms-Universitetet i Berlin. Et år senere blev han 1. assistent ved fysisk institut, men mistede allerede i 1893 denne stilling og herefter blev han igen privatdocent.
Via jordreformbevægelsen kom Arens i kontakt med socialdemokratiet og blev medlem efter en periode med indre tvivl i starten af 1890'erne. Som borgerlig havde han frem for alt forbehold overfor den af partiet højtbesungne klassekamp. Partiets løfte om kun at ville gennemføre sine mål på lovlig vis banede vejen for hans indmeldelse. Herefter skrev han nogle få artikler til partiaviserne. Indenfor partiet stod han på revisionisternes side. Således forlangte f.eks. at SPD skulle deltage i de preussiske landdagsvalg og udviklede sig til en af eksperte i den preussiske tredelte valgret. Ligeledes forsøgte han lige fra 1890'erne at bringe borgerlige socialreformatorer og socialdemokrater sammen under uformelle former ("Schmalzstullenclub"). Han spillede en fremtrædende rolle under valgkampen i 1903. Aviserne kaldte ham endda indimellem som partiets generalstabschef under valgkampen. Fra 1904 til 1914 sad han i Berliner Stadtverordnetenversammlung. Hans forsøg på at blive medlem af Stadtrat mislykkedes imidlertid. Udover partiet støttede Aron også de socialdemokratiske fagforeninger og det i 1907 grundlagte kooperative byggeselskab "Ideal"
Arons finansierede stort set selv det første fagforeningshus i Berlin og sammen med Ideal små arbejderlejligheder. Efter 1908 måtte Arons af helbredsmæssige årsager trække sig mere og mere tilbage fra det politiske liv.
Han var byrådsmedlem i Neukölln. Der blev gaden Aronsstraße opkaldt efter ham i 1973 (1926 til 1934 Leo-Arons-Straße, 1934 til 1973 Sackführerdamm).

## Lex Arons
De preussiske myndigheder forsøgte kort efter Arons optagelse i socialdemokratiet at fjerne disse fra læreanstalterne. Det herfor ansvarlige filosofiske fakultet modsatte sig dette ønske flere gange. For de fortrinsvis konservative medlemmer af fakultetet handlede det i denne sammenhæng frem for alt om at forsvare universitetets uafhængighed overfor staten. Deres synspunkt var, at enhver universitetslærer frit kunne vælge sine politiske holdninger og desuden var en privatdocent ikke en embedsmand, som man kunne give anvisninger. Da Arons i 1897 talte på et socialdemokratisk årsmøde, udtalte kejser Wilhelm 2.: jeg tåler ingen socialister blandt (…) vor ungdoms lærere på de kongelige højere læreanstalter.“
Ikke mindst denne ytring tvang den preussiske regering og den for de højere læreanstalter ansvarlige Friedrich Althoff til at gennemføre en løsning trods fakultetets modstand. Da regeringen ikke direkte kunne gribe ind i ansættelsen af privatdocenter blev der i 1898 vedtaget en lov, som betød, at privatdecenter fremover blev underlagt statslig disciplinering.
Da denne lov frem for alt var møntet på tilfældet Arons, blev den kaldt "Lex Arons". Denne lov har tilknytning til forsøgene i 1890'erne på at forhindre en yderligere vækst i antallet af socialdemokrater ved hjælp af undtagelseslove. Lex Arons var den eneste af disse undtagelseslove, som blev vedtaget af Preußisches Abgeordnetenhaus. Andre lovforslag blev nedstemt af flertallet i rigsdagen. Arons blev suspenderet på basis af loven. På grund af den frygtede konflikt med de berørte fakulteter forblev Arons det eneste tilfælde som loven fandt anvendelse på.
I offentligheden og frem for alt indenfor det videnskabelige område udløste sagen og senere loven diskussioner om videnskabelig frihed. Umiddelbart efter novemberrevolutionen blev Arons kort før sin død rehabiliteret af den nye regering.

## Eksterne kilder
- Wikimedia Commons har flere filer relateret til Leo Arons
- Pressemeddelelse fra Humboldt-Universität Arkiveret 6. januar 2005 hos  Wayback Machine
- Beretning om mindehøjtidelighed fra SPD Berlin Arkiveret 9. maj 2008 hos  Wayback Machine
- Rüdiger vom Bruch: Geheimräte und Mandarine. Zur politischen Kultur der Berliner Universität im späten Kaiserreich Arkiveret 6. oktober 2007 hos  Wayback Machine